# Dolné Naštice
Dolné Naštice é um município da Eslováquia, situado no distrito de Bánovce nad Bebravou, na região de Trenčín. Tem 4,64 km² de área e sua população em 2018 foi estimada em 569 habitantes. Foi citado pela primeira vez em documento oficial no ano de 1295.

## Demografia
| Ano:        | 1994 | 2004   | 2014    | 2024   |
| ----------- | ---- | ------ | ------- | ------ |
| Broj ljudi: | 425  | 433    | 556     | 596    |
| Razlika:    |      | +1,88% | +28,40% | +7,19% |

| Ano:               | 2023 | 2024   |
| ------------------ | ---- | ------ |
| Número de pessoas: | 602  | 596    |
| Diferença:         |      | -0,99% |